# Girikulon
Girikulon is een bestuurslaag in het regentschap Magelang van de provincie Midden-Java, Indonesië. Girikulon telt 1458 inwoners (volkstelling 2010).